# Mädchenmörder
Mädchenmörder ist eine deutsche Volksballade, die eine spannende, grauenerregende Geschichte mit dem internationalen Erzählstoff vom Ritter Blaubart bearbeitet.

## Textanfang zweier Varianten
1. Es wollt ein Metzger wohl über den See;

was fangt er an: ein neues Lied,

ein Liedchen aus heller Stimme,

über Berg und Tal soll’s klingen.

2. Das gehört [hört] sich dem König sein Töchterlein

in ihrigem Vater sein Schlösselein.

„Ach, könnt ich nur singen wie jene [jener?],

wär’ ich aller Jungfräulein ’s gleich.“

3. „Jungfräulein, wollt Ihr mit mir gehn,

dort draußen im Wald hab ich sieben Schlösser stehn,

dort will ich Euch lehren singen,

über Berg und Tal soll’s klingen.“

[…]
12 Strophen, vorgesungen von Charles Kuhn, Weisweiler, Saargemünd (Lothringen, Frankreich), 1936.
1. Der Heinrich wollt spazieren gehn,

Radinchen wollt auch mit ihm gehn.

2. Und als der Heinrich in’ Wald rein kam,

Radinchen ihm entgegen kam.

3. Der Heinrich zog den Mantel aus,

Radinchen legte sich darauf.

[…]
14 Strophen, aufgezeichnet als Spiellied unter deutschsprachigen Siedlern aus Wolhynien (Russland), 1944.

## Handlung der Volksballade
In runden Klammern stehen Handlungselemente verschiedener Varianten (vergleiche Variabilität (Volksdichtung)), erklärende Zusätze in eckigen Klammern. – Die Königstochter (Helena, Fridburg, Anneli, Radinchen) möchte mit Herrn Halewijn (Gert Olbert, Schön Heinrich) ziehen (mit einem Räuber „über den Rhein“ [in die Fremde]; der Reiter Ulinger (ein Metzger) singt am Fensterladen ein Lied mit drei Stimmen [zauberhafter, betörender Gesang]).
Vater, Mutter und Schwester raten ab [Dialoge sind ein wichtiges Stilelement der Volksballade], der Bruder erinnert an den Jungfernkranz. Doch sie zieht ihre besten Kleider an, ordnet das Haar und reitet los. (Er schwingt sie auf sein Pferd, reitet mit ihr „über die Heide“ [Entführungsformel] bzw. „nahm sie bei ihrer schneeweißen Hand“, ergreift sie am Gürtel [und ähnliche epische Formeln der Entführung]).
Mitten im Wald findet sie Herrn Halewijn (Tauben und blutrotes Quellwasser warnen). Sie kommen an den Galgenwald, wo Frauen aufgehängt sind (sie rasten, er breitet den Mantel aus). Vor ihrem Tod soll sie noch ihr schönes Kleid ausziehen; sie dagegen versucht Zeit zu gewinnen. Sie will das Horn blasen, seine Haare waschen (lausen), drei Schreie tun [retardierende spannungssteigernde Momente] (der Bruder kommt und stellt den Mörder zur Rede, er tötet den Mädchenmörder [zum Teil gedanklich zu ergänzen; erstaunlicherweise ist ein solches Detail für viele Texte offenbar unwichtig] und rettet sie).
Sie ist gerettet, kehrt [unlogischerweise] zum Schloss zurück, wo Halewijns Mutter (Frau Jutte) sich über den abgeschlagenen Kopf wundert, den die Braut auf dem Schoß liegen hat. Der Kopf wird bei Tisch vorgezeigt. – (Der Mädchenmörder tötet sie; der Mörder wird wie ein Fisch gebraten [archaische Formel für eine makabre Strafe].)

## Überlieferung
Die aktive Überlieferung dieser Volksballade reicht vom 16. bis in das 19. Jahrhundert. Gedruckte Liedflugschriften (vergleiche Flugblatt) gibt es aus Augsburg und Nürnberg um 1560/1570 „Es rytt gut Reuter durch das Ried …“ und aus Basel um 1570/1605 „Gut Reuter der reit durch das Ried, er sang ein schönes Tagelied …“
Auf Niederdeutsch sang man unter anderem „Wel will met Gert Olbert utriden gon, der mot sick kleiden in Samt un Seiden …“ (vergleiche Ludwig Uhland 1842); die Einsendung an Herder 1777 ist ebenfalls auf Plattdeutsch. In Bökendorf, Westfalen, sang man 1813 „Es wollt sich ein Markgraf ausreiten …“, 1879 (Alexander Reifferscheid Nr. 16 bis 18) „Stolz Syburg, der wollt freien gehn …“, „Und als ich auf grün Haide kam …“ und „Es zog ein Reiter wol über den Rhein …“

## Internationale Parallelen
Diese Volksballade ist weit verbreitet und deutsch, niederdeutsch und niederländisch (Liedtyp: van Duyse Nr. 1) seit dem 16. Jahrhundert häufig und daneben vielfach international überliefert (Liedtyp: European Folk Ballads Nr. 3). In Frankreich heißt sie „Renaud le Tueur de Femmes“ (Liedtyp: Doncieux Nr. 30) und erinnert auch dort an das Blaubart-Thema. Auf Englisch kennen wir die Parallele „Lady Isabel and the Elf-Knight“ (Liedtyp: Child Nr. 4), und ebenfalls hier hat der Mörder Züge eines überirdischen Dämons (er singt gleichzeitig mit verschiedenen Stimmen bzw. „aus heller Stimme“, so dass die Königstochter sogar meint, es wäre eine Frau).
Über diese Volksballade ist viel geschrieben worden; sie ist häufig veröffentlicht und gehört zu den in ganz Europa verbreiteten Liedtypen (auch italienisch Liedtyp: Nigra Nr. 13, spanisch, slowenisch Liedtyp: Kumer Nr. 169 und Slovenske ljudske pesmi Nr. 64, ungarisch Liedtyp: Vargyas Nr. 3 und öfter). Niederländisch heißt sie „Heer Halewijn“, deutsch auch „Ulinger“, „Schön Heinrich“, „Mariechen saß auf einem Stein …“ (als Kinderspiel) und ähnlich. Die Handlung verteilt sich auf mehrere Szenen, die eine höchst dramatische Abfolge ergeben.

## Verschiedene deutschsprachige Fassungen und Varianten
„Es ritt ein Ritter wohl durch das Ried, Juchhe! Er hob wohl an ein neues Lied …“ ist bei Briegleb als studentisches Liedrepertoire um 1830 belegt; das Lied wurde übernommen aus dem Umkreis der Sammlung Des Knaben Wunderhorn (Band 1, 1806, S. 274 „Es ritt einst Ulrich spazieren aus …“), wo es nach der Sammlung von Herder 1778/1779 steht. Die Variante, die die Brüder Grimm notieren, „Es sitzt gut Ritter auf und ritt …“ (vgl. Grimm, Volkslieder, Band 1, 1985, S. 71–73), wird bezeichnet als „Wien 1815“, ist jedoch möglicherweise rückdatierbar auf Böhmen um 1775.
In Schlesien sang man nach Georg Amft 1911 „Es ging ein verliebtes Paar …“. Hans Breuers Zupfgeigenhansl, 1913/1930, S. 65 f., druckt es wohl nach Georg Scherer (1868) ab. Im Kaiserliederbuch (1915) steht es als „Nassauisches Volkslied“. Im Lautenlied (1931, 1939) steht mit dem Textanfang „Es ritt ein Reiter …“ und ebenso in weiteren Liederbüchern aus dem Wandervogel und der Bündischen Jugend (dort auch: „Es zogen drei Sänger wohl über den Rhein. Sie sangen ein lustiges Liedelein …“).
Man versucht eine Aufteilung der Überlieferungsliste in die niederländisch-niederdeutsche Form 1783 und die Fassung aus Westfalen 1813 mit „Halewijn“, in eine ältere deutsche Form nach Liedflugschriften um 1550 und schließlich in eine ausufernde, überreiche landschaftlicher Überlieferung mit unterschiedlichen Schwerpunkten (etwa: drei Schreie, das Mädchen wird gerettet). Eine andere, jüngere deutsche Form ist 1777 überliefert und mündet ebenfalls in eine weitverzweigte landschaftliche Überlieferung (drei Schreie, das Mädchen wird getötet). Dazu kommen die Nachwirkungen im Kinderspiel (auch: Berta im Walde).
Die landschaftliche Zuordnung einzelner Varianten (Variabilität), die Verfolgung von Abdruckreihen und überhaupt die Identifizierung einzelner Fassungen ist ein Puzzelspiel mit vielen Unbekannten.

## Mariechen saß auf einem Stein
„Mariechen saß auf einem Stein …“, „Anna saß auf einem breiten Stein …“, „Als die wunderschöne Anna …“, „Bertha im Walde …“ und ähnlich ist der Liedanfang eines weitverbreiteten und sehr häufig überlieferten Kinderspiels, dessen Verbindung zur Volksballade vom Mädchenmörder locker, aber doch deutlich ist. Nicht ungewöhnlich ist es, dass derart „am Ende“ der Überlieferungskette einer Volksballade ein Kinderlied steht. In den 1890er Jahren wurde dieses Lied dann nochmals kindgerecht zu dem Märchenlied Dornröschen war ein schönes Kind umgearbeitet.
Thomas Mann zitiert in seinem Roman Unordnung und frühes Leid (1926), der autobiographisch die Situation in der Familie Mann mit den halbwüchsigen Kindern schildert, ironisch „die schrecklich aufgeräumte Ballade von Mariechen, die auf einem Stein, einem Stein, einem Stein saß und sich ihr gleichfalls goldnes Haar, goldnes Haar, goldnes Haar kämmte. Und von Rudolf, der ein Messer raus, Messer raus, Messer rauszog, und mit dem es denn auch ein fürchterliches Ende nahm.“
Das Lied „Mariechen saß auf einem Stein …“ spielt auch eine bedeutende Rolle im Kriminalroman Das Versprechen von Friedrich Dürrenmatt.

## Hinweise zur Interpretation

### Textsinn und Wortlaut
Das Ziel ist nicht eine philologisch-germanistische Interpretation, die den engen Wortlaut eines einzelnen, autorisierten Textes zum Inhalt hat. In einer folkloristischen (vergleiche Volkskunde, Folkloristik) Erläuterung des Liedtyps muss die Vielzahl von Varianten (Variabilität (Volksdichtung)) berücksichtigt werden, die jeweils mit gleicher Grundstruktur ihre Geschichte mit ganz unterschiedlichen Einzelheiten darstellen. Gegenüber dem Wortlaut steht der Textsinn im Vordergrund.
Hier geht es um Verführung und Mordversuch, auch wenn das aus manchen, während der offenbar langen Überlieferungszeit zerbrochenen Kurzformen nicht mehr ersichtlich ist. Vieles ist widersprüchlich, manches ist geradezu raffiniert erzählt. Da dem Ritter das schöne Kleid leid tut, soll sie es ausziehen. Als er höflich zur Seite schaut, zieht sie sein Schwert. In einer anderen Variante wird sie tatsächlich ermordet; damit wird der (angebliche) Erzählkern „völlig verfehlt“, wie ein Interpret meint. Volksballaden-Handlungen sind jedoch kaum logisch nachvollziehbar. Mehr als Tatsachen sollen hier Gefühle von Angst und Schrecken vermittelt (und damit vielleicht auch verarbeitet werden).
Eine Variante hat ein besonderes Gepräge durch die refrainartige Wiederholung der Zeile „Über Berg und Tal soll’s klingen“. So kann man auch zum Beispiel ein fröhliches Jägerlied singen, und viel von dem dämonischen Ton älterer Aufzeichnungen ist hier nicht mehr zu spüren. Eine andere Variante aus Lothringen ist „verbürgerlicht“, der Mörder ist ein Metzger. Dass man in Lothringen einem solchen, der „vom Rhein“ kommt, nicht trauen soll, kann einen regionalen Kontrast zum Hintergrund haben. Aber wahrscheinlich ist es nur ein fremder Metzger „von weit her“, mit dem man lieber nicht in den Wald gehen sollte. Die Mörder-Geschichte bekommt hier den moralisierenden Beigeschmack einer alltagsnahen Belehrung.

### Wiederholung und Ritual
Auch wenn es vor allem eine Mörder-Geschichte ist, liegt es nahe, das Mädchen auch einmal sterben zu lassen. „Leben“ oder „tot sein“ wird als Ritual (im Kinderlied) „gespielt“. Unterschwellig zum Einlernen als moralisch angesehener Normen bedeutet das wohl, dass das individuelle Leben nicht viel wert ist. Das sonst mitfühlend beweinte und schließlich gerettete Mädchen, im Text deutschsprachiger Siedler aus Wolhynien (Russland) 1944 „Radinchen“ genannt, hängt „tot an der Eiche“. So wurde „gespielt“! Es ist typisch für die Volksballade allgemein in dieser Variante, dass sie in Strophe 13, nach den Schreien von Strophe 12, sozusagen pointenkillend vorwegnimmt, dass Radinchen bereits „am Galgen hängt“. Die Volksballade baut eine Spannung mit anderen Mitteln auf.
Wiederholung ist ein Grundprinzip der Volksdichtung. Nicht das überraschend Neue wird geschätzt, sondern das Wiedererkennen tradierter Formen und vertrauter Inhalte. Dichtung wird ritualisiert und damit zum Erlebnis, das Gemeinschaft stiftet.
Die grausige Handlung selbst ist allen bekannt und muss nicht verschärft werden; statt überraschende Darstellung bietet die Volksballade das rituelle Spiel der Wiederholung bekannter Tatsachen. Diese sind an sich tragisch genug, und dass man sie nicht verhindern, dass man dem Schicksal nicht in die Speichen fallen kann, ist die „moralische“ Lehre, die man daraus zu ziehen hatte. So etwas war wohl mentalitätsbildend: Wehre dich nicht, erleide stumm dein Schicksal.

### Mentalität und Inszenierung
Der Text spiegelt zugrundeliegende Mentalitäten. Der Schicksalsglaube an eine anonyme Macht, der man sich wehrlos ausgeliefert fühlt, zieht sich durch die Jahrhunderte. Er ist in diesem Sinne zeitlos und wohl eng mit der Psyche des Menschen verbunden, wo dieser nicht etwa durch moderne Formen des christlichen Glaubens emanzipiert scheint. Von dem römischen Dichter Horaz (65–8 vor Christus) stammt das Wort: „Wir zappeln wie Hampelmänner an fremden Drähten …“ Der französische Philosoph Michel de Montaigne (1533–1592) prägte den Ausdruck: „Wir gehen nicht; wir werden geschoben, wie Treibholz, jetzt sachte, jetzt heftig, je nachdem das Wasser erregt oder ruhig dahinfließt.“
Die Volksballade hat vieles mit der Inszenierung eines Stückes auf der Bühne gemeinsam. Dialoge werden auswendig und steif angelernt aufgesagt. Wie Marionetten handeln die Personen, Zug um Zug haben sie ihre Rolle zu spielen. Dazu kommt eine hohe Stilisierung der Erzählinhalte und eine starke Formalisierung durch die strophische und szenische Struktur und durch die stereotype Sprache (vergleiche epische Formel). Form und Inhalt entsprechen sich; Johann Wolfgang von Goethe war von dieser Stimmigkeit von Epik, Lyrik und Dramatik zu Recht fasziniert. Das alles erscheint ebenfalls für eine bestimmte Epoche des Spätmittelalters besonders charakteristisch, über die Johan Huizinga geschrieben hat (Herbst des Mittelalters, 1919/1941). Schicksal wird zum Spiel, Spiel wird zur Geschichte: Die Volksballade mit der Geschichte vom Mädchenmörder ist nur ein Beispiel dafür; sie berührte Erwachsene und Kinder.

### Ritualisiertes Spiel
Die gespielte Liedgeschichte wiederholt sich in abgewandelter Form im verbreiteten und früher traditionellen Kinderspiellied von „Mariechen saß auf einem Stein …“ Man hat es für ein besonderes Zeichen einer „uralten“ Ballade gehalten, wenn diese sich „bis zum Kinderlied“ weiterentwickelt hat. Auf jeden Fall hat sie eine bemerkenswerte Entwicklung hinter sich, bevor sie einer solchen Milieu- und Funktionsveränderung unterliegt. Nur der weitgespannte Variantenvergleich macht den Zusammenhang der extrem voneinander abweichenden Texte überhaupt einsichtig. Im ritualisierten Kinderspiel wird die Handlung noch trockener und emotionsärmer. Das beweinte Mädchen ist „schon längst gestorben“. Von der übernatürlichen Macht des Ritters Blaubart ist nicht die Rede, aber das Spiel bleibt eine Warnung vor dem Schwarzen Mann, der hier allerdings mit einem (sonst damals eher als vorbildlich angesehenen) Fähnrich assoziiert wird.